# Surf (álbum)
Surf é o décimo quinto álbum da banda brasileira de música pop Kid Abelha, lançado originalmente em 2001.
O sucesso Eu Contra a Noite foi o primeiro single do álbum. O disco faz em várias músicas homenagens ao Rio de Janeiro, notadamente nas faixas Ressaca 99 e Gávea Posto 6, onde lugares e a vida no Rio são citados. A homenagem  também está presente nas fotos utilizadas no encarte, na capa e contracapa, que focam nas temáticas do surfe e do mar. A solidão, o sonho, a música e as tristezas humanas são citadas nas letras, como em Solidão Bom Dia! e Pelas Ruas da Cidade (A Vida Continua).
A turnê Surf foi assistida por 500 mil pessoas por todo o Brasil.

## Formação
- Paula Toller - Voz
- George Israel - Saxofone, Violão, Flauta e Vocal
- Bruno Fortunato - Violão e Guitarra

## Músicos
- Dj Cleston (Percussão eletrônica e scratch)
- Hiroshi Mizutani (teclados)
- Rodrigo Santos (baixo e vocal)
- Humberto Barros (teclados)
- Ramiro Musotto (percussão)
- Jonas Moncaio (violoncello)
- Eduardo Lyra (percussão)
- Paulo Márcio (trompete)
- Pedro Aristides (trombone)

## Faixas
Faixas do álbum Surf:
1. Eu Contra a Noite
2. 3 Garotas na Calçada
3. O Rei do Salão
4. Ressaca 99
5. Gávea Posto 6
6. 10 Minutos
7. Eu Não Esqueço Nada
8. Da Lama à Pista
9. Solidão Bom Dia!
10. Pelas Ruas da Cidade (A Vida Continua)
11. Quando Eu Te Amo

## Especiais
Foi lançado um single para rádios com quatro versões de Eu Não Esqueço Nada: três remixadas e uma acústica.